# Sinová věta

Sinová věta v trojúhelníku s barevně vyznačenými dvojicemi tvořícími sobě rovné poměry.

Sinová věta v trojúhelníku včetně zakreslené opsané kružnice.

Sinová věta popisuje v trigonometrii konstantní poměr délek stran a hodnot sinu jejich protilehlých vnitřních úhlů v obecném trojúhelníku. Podle sinové věty pro každý rovinný {\displaystyle \triangle ABC} s vnitřními úhly α, β, γ, stranami a, b, c a poloměrem r kružnice opsané (viz obrázky vpravo) platí:
{\displaystyle {\frac {a}{\sin \alpha }}={\frac {b}{\sin \beta }}={\frac {c}{\sin \gamma }}=2r}
Sinová věta je používána při triangulaci, kde umožňuje dopočítat délky zbývajících stran trojúhelníku, ve kterém je známá délka jedné strany a dvou úhlů. Alternativní větou pro obecný trojúhelník je kosinová věta.

## Historie
Brazilský historik matematiky Ubiratàn D'Ambrosio a americká vědecká historička Helaine Selin tvrdí, že sférická sinová věta byla objevena v 10. století. Je připisována různým arabským učencům: Abu-Mahmud Chudžandi, Abu'l-Wafa, Naṣīr al-Dīn al-Ṭūsī a Abu Nasr Mansur.
Ibn Mu'adh al-Džajjani' napsal v 11. století knihu Kniha neznámých úhlů koule, která obsahuje obecnou sinovou větu. Sinovou větu v rovině představil ve 13. století perský učenec Naṣīr al-Dīn al-Ṭūsī. Ve svém díle Risālatun fī al-šakl al-qiṭā' wa al-nisbati al-mu'allafah, uvedl sinovou větu pro rovinné i sférické trojúhelníky a poskytl pro ni důkaz.
Historik Glen Van Brummelen uvedl, že v Evropě základy pro sinovou větu v pravoúhlém trojúhelníku položil německý matematik Regiomontanus v 15. století ve svazku Kniha IV, na čemž založil řešení v obecných trojúhelnících.

## Příklady
Následující příklady ukazují, jak využít sinovou větu při výpočtech v obecném trojúhelníku (nemusí tedy být pravoúhlý jako v případě použití Pythagorovy věty). Sinovou větou lze řešit příklady, kde jsou zadány alespoň tři údaje: strana a dva úhly (výsledkem je jedno řešení) nebo dvě strany a jiný úhel než jimi sevřený (výsledkem mohou být dvě řešení). Tyto výpočty jsou používány při tzv. triangulaci. Pro jiná zadání je možné použít kosinovou větu.

### Příklad 1
Zadání: V obecném trojúhelníku je strana b = 10, úhel α = 30° a úhel β = 45°. Jaká je velikost strany a?
Řešení: Podle sinové věty platí, že:
{\displaystyle {\frac {a}{\sin \alpha }}={\frac {b}{\sin \beta }}}
Do rovnice dosadíme známé hodnoty:
{\displaystyle {\frac {a}{\sin 30^{\circ }}}={\frac {10}{\sin 45^{\circ }}}}
Z rovnice vyjádříme a na levé straně rovnice:
{\displaystyle a={\frac {10}{\sin 45^{\circ }}}\cdot \sin 30^{\circ }}
Výsledek je:
{\displaystyle a=7}

### Příklad 2
Zadání: V obecném trojúhelníku je strana b = 18, strana c = 25, úhel β = 30°. Jaká je velikost úhlu γ?
Řešení: Podle sinové věty platí, že:
{\displaystyle {\frac {b}{\sin \beta }}={\frac {c}{\sin \gamma }}}
Do rovnice dosadíme známé hodnoty:
{\displaystyle {\frac {18}{\sin 30^{\circ }}}={\frac {25}{\sin \gamma }}}
Rovnice vynásobíme oběma jmenovateli:
{\displaystyle 18\cdot {\sin \gamma }=25\cdot {\sin 30^{\circ }}}
Upravíme:
{\displaystyle \sin \gamma ={\frac {25\cdot \sin 30^{\circ }}{18}}}
Vyjádříme {\displaystyle \gamma }, nesmíme zapomenout, že funkce sinus není pro velikosti vnitřních úhlů trojúhelníka prostá:
{\displaystyle \gamma _{1}=\arcsin({\frac {25\cdot \sin 30^{\circ }}{18}})}
Výsledek je:
{\displaystyle \gamma _{1}=44^{\circ }} nebo {\displaystyle \gamma _{2}=180^{\circ }-44^{\circ }=136^{\circ }}

## Důkaz věty

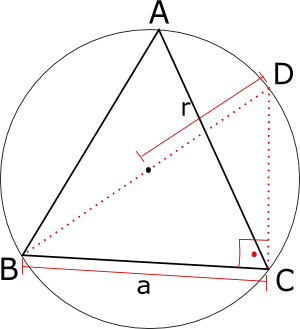
Tento obrázek zobrazuje trojúhelník vepsaný do kruhu. Vrcholy trojúhelníku jsou označeny jako A, B a C a kruh je vystředěn v bodě D.

### Pomocí výšky a definice funkce sinus
Mějme trojúhelník ABC. Bod P je pata výšky vc. Pak za použití funkce sinus a stran CP, AC a úhlu α (tj. úhel CAP) platí:
{\displaystyle \left|CP\right|=\left|AC\right|\cdot \sin \alpha =b\cdot \sin \alpha }
A zároveň platí:
{\displaystyle \left|CP\right|=\left|BC\right|\cdot \sin \beta =a\cdot \sin \beta }
Z předchozích dvou rovnic tedy platí:
{\displaystyle a\cdot \sin \beta =b\cdot \sin \alpha }
Což lze zapsat také jako:
{\displaystyle {\frac {a}{\sin \alpha }}={\frac {b}{\sin \beta }}}
Ostatní rovnosti uváděné v sinové větě lze získat cyklickou záměnou stran.

### Pomocí obsahu
Obsah S libovolného trojúhelníku lze zapsat jako součin poloviny jeho základny a příslušné výšky. Vybereme-li jednu stranu trojúhelníku jako základnu, výška trojúhelníku vzhledem k této základně se vypočítá jako délka další strany krát sinus úhlu mezi vybranou stranou a základnou. V závislosti na výběru základny lze tedy obsah trojúhelníku zapsat jako kterýkoli navzájem si rovných výrazů:
{\displaystyle S={\frac {1}{2}}b\left(c\sin {\alpha }\right)={\frac {1}{2}}c\left(a\sin {\beta }\right)={\frac {1}{2}}a\left(b\sin {\gamma }\right)}
Vynásobením předchozí rovnosti výrazem {\displaystyle {\frac {2}{abc}}} dostaneme:
{\displaystyle {\frac {2S}{abc}}={\frac {\sin {\alpha }}{a}}={\frac {\sin {\beta }}{b}}={\frac {\sin {\gamma }}{c}}}, což lze zapsat i jako převrácené hodnoty:
{\displaystyle {\frac {abc}{2S}}={\frac {a}{\sin {\alpha }}}={\frac {b}{\sin {\beta }}}={\frac {c}{\sin {\gamma }}}}

## Souvislosti
Sinovou větu lze ovšem zformulovat také takto:
{\displaystyle {\frac {a}{b}}={\frac {\sin \alpha }{\sin \beta }}} , či takto: {\displaystyle {\frac {b}{c}}={\frac {\sin \beta }{\sin \gamma }}} , nebo takto: {\displaystyle {\frac {c}{a}}={\frac {\sin \gamma }{\sin \alpha }}},
s významem: „Poměr délek stran trojúhelníku se rovná poměru sinů velikostí jim protilehlých úhlů.“
Věta se používá zejména v následujících dvou případech:
- Jsou dány dva úhly trojúhelníku a délku jedné jeho strany a mají se dopočítat velikosti zbývajících stran. To je typická úloha při triangulaci.
- Jsou známy délky dvou stran trojúhelníku a velikost vnitřního úhlu který nesvírají, a je třeba zjistit zbývající úhly. V tomto případě se ovšem stává, že věta poskytne dvojici řešení, z nichž však pouze jedno dává součet úhlů 180° a tedy umožní sestavit trojúhelník.

## Průměr kružnice opsané trojúhelníku
Poměr vyjádřený sinovou větou je roven průměru kružnice opsané tomuto trojúhelníku:
{\displaystyle {\frac {a}{\sin \alpha }}={\frac {b}{\sin \beta }}={\frac {c}{\sin \gamma }}=2r}
Z toho lze odvodit poloměr kružnice opsané:
{\displaystyle r={\frac {a}{2\cdot \sin \alpha }}={\frac {b}{2\cdot \sin \beta }}={\frac {c}{2\cdot \sin \gamma }}}